# Amazona aestiva
El loro hablador (en Argentina), loro frentiazul o amazona frentiazul (Amazona aestiva) es una especie de ave psitaciforme de la familia Psittacidae que habita en Sudamérica y es una de las especies de papagayos más extendidas, ya que ocupa las selvas de galería desde el centro de Bolivia y Brasil, y partes del norte de Paraguay y Argentina
Son loros muy longevos, en las que se han dado casos extremos de animales que han sobrevivido hasta edades de setenta o noventa años.

## Taxonomía y subespecies
El loro hablador o amazona frentiazul fue una de las muchas especies descritas originalmente por Carlos Linneo en su histórica décima edición de 1758 de Systema naturae. Su epíteto específico es la forma femenina del adjetivo latino aestivus, 'estival, del verano'. Se reconocen dos subespecies:
- Amazona aestiva aestiva (loro hablador brasileño o amazona de frente azul): subespecie nominal, con las cobertoras alares de la zona de los hombros con pequeñas manchas de color rojo y amarillo. Presente al este de Brasil y hacia el sur hasta Río Grande del Sur y en el suroeste de Mato Grosso.
- Amazona aestiva xanthopteryx (loro hablador chaqueño, loro hablador argentino o amazona de ala amarilla): cobertoras alares de la zona de los hombros casi únicamente amarillas y, en general, creando una mancha de mayor extensión. Desde el suroeste de Mato Grosso, Brasil, norte y este de Bolivia, Paraguay y norte de Argentina.

## Descripción

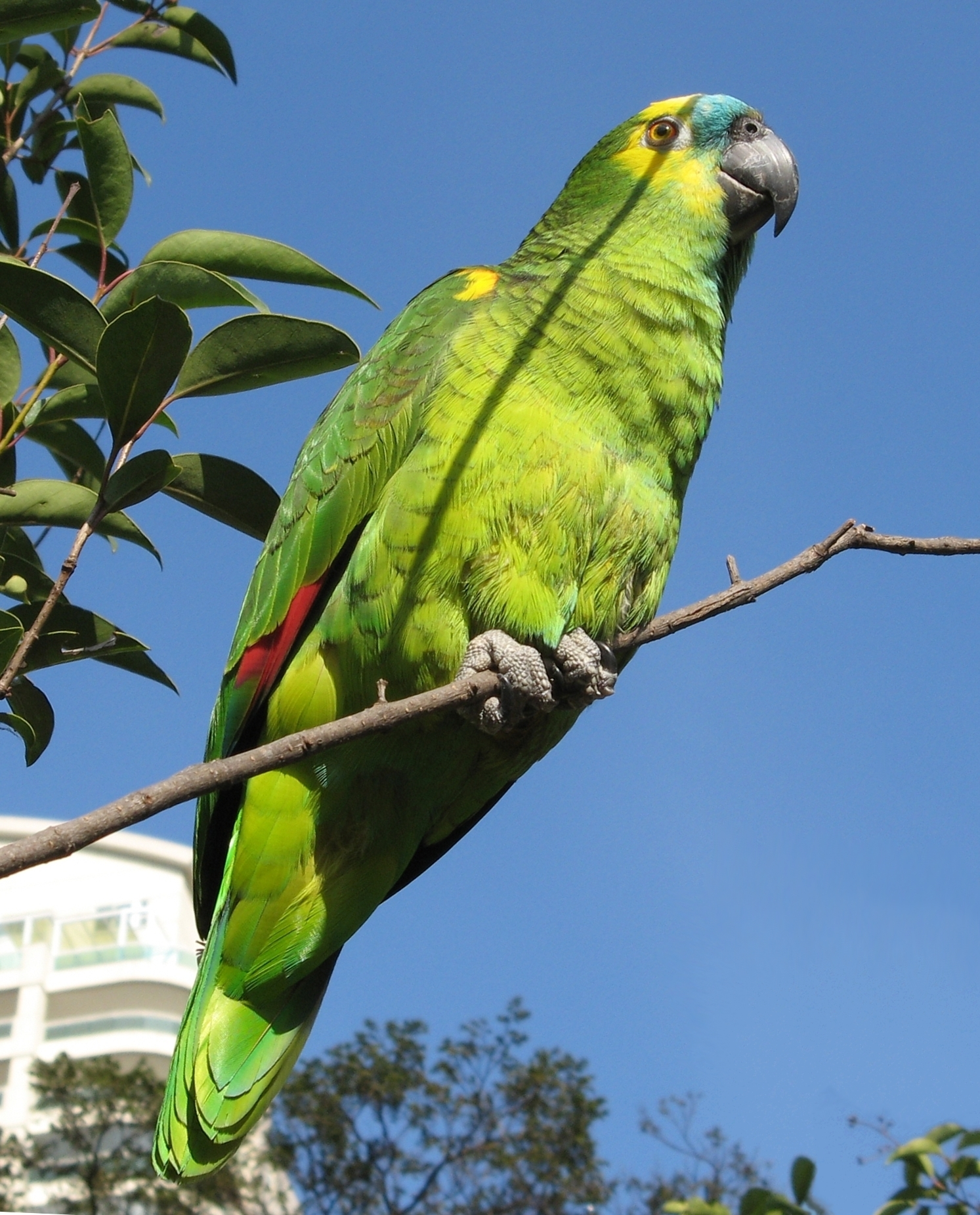
Ejemplar en Brasil.

Mide de los 35-37 cm, llegando a pesar entre 350-450 gr. Es de color verde, frente y bridas azuladas, garganta, mejilla y píleo amarillos. El borde de las alas es rojo o amarillo, con las coberteras alares rojas. Ojos de color naranja. El pico de color negruzco y las patas grises. Los ejemplares jóvenes presentan una coloración distinta a la de los adultos; la cabeza es de color verde, azulado y amarillo pálido. El borde superior del ala y el vértice flexor de la misma son de una tonalidad más pálida. La pupila es de color gris oscuro en las crías hasta que alcanzan el año de edad.
En esta especie el sexo de los ejemplares no se distingue a simple vista. Hay autores que afirman que los machos son más grandes que las hembras o que el tamaño del pico y la cabeza entre el macho y la hembra es diferente, pero estas distinciones son totalmente subjetivas y necesitan de ojos expertos para poder acertar con un mínimo de garantías.

## Distribución y hábitat
Se extiende por las selvas de Brasil nororiental hasta Paraguay, Bolivia y norte de Argentina. La especie nominal se encuentra al este de Brasil y hacia el sur hasta Río Grande del Sur y en el sudoeste de Mato Grosso.
En la naturaleza, este loro vive en selvas primarias y secundarias, lo que no impide que se desplace a zonas más abiertas en busca de comida. En Bolivia, más concretamente, en la región del Chaco habita tanto en selvas húmedas como en los bosques caducifolios, y en Paraguay se la ha observado en bosques de palmeras. Al amanecer grandes bandadas de estas aves abandonan la seguridad de la espesura selvática, que han utilizado como protección durante la noche y se desplazan en busca de comida. Durante el vuelo en bandada podemos distinguir las parejas ya formadas, ya que vuelan juntas dentro del grupo.

## Alimentación

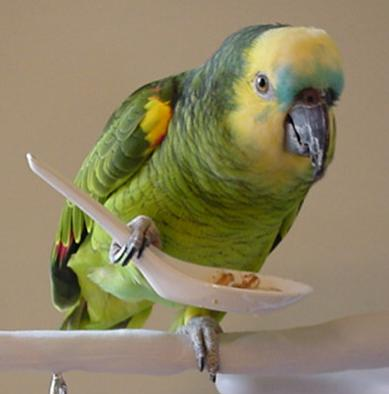
Loro mascota comiendo de una cuchara.

Son animales que se alimentan principalmente de semillas, frutas y verduras. Se adaptan bastante bien a cualquier tipo de alimentación o a la variación de ésta, sin excesivos problemas.
El 50% de la dieta de los papagayos está formada por semillas de todo tipo, evitando abusar de aquellas que son demasiado grasas como pipas de girasol, cacahuetes o nueces, excepto en épocas en las que el ave tenga un desgaste extraordinario, como durante la muda o el período reproductivo. Su alimentación también se basa de alpiste, mijo blanco, mijo en mazorca, semillas de girasol sin sal, alazor, piñones, cáñamo, cacahuetes, maíz en mazorca entre otros.
El resto de la alimentación de estos papagayos se compone de frutas y verduras frescas de todo tipo, bayas no venenosas, flores y brotes.
Como hemos mencionado con anterioridad, las amazonas no son aves que tienden a aceptar y a adecuarse y consumir alimentos distintos a los habituales, aunque no es propicio alimentarla con sobras de comidas de consumo humano. No obstante, puede alimentarse de pan tostado, biscotes y verduras hervidas, huesos de costillas y de pollo con un poco de carne enganchada. No está de más recordar que este alimento no deja de ser más que un complemento, no la dieta principal del ave. Es recomendable añadir algo de calcio al alimento del loro con algún que otro hueso de jibia y minerales.
Los piensos específicos, son una buena solución para mantener una dieta equilibrada para dicha ave o para completar las posibles deficiencias alimentarias que podamos causar al ave al no darle una dieta completa. Tienen tendencia a la obesidad si están en cautividad, por la falta de ejercicio, por ello es importante mantener un equilibrio en las grasas que ingieren y mantenerlos activos. Dicho esto, es importante recalcar que esta ave es una especie silvestre que no debería ser mantenida en cautiverio.

## Reproducción

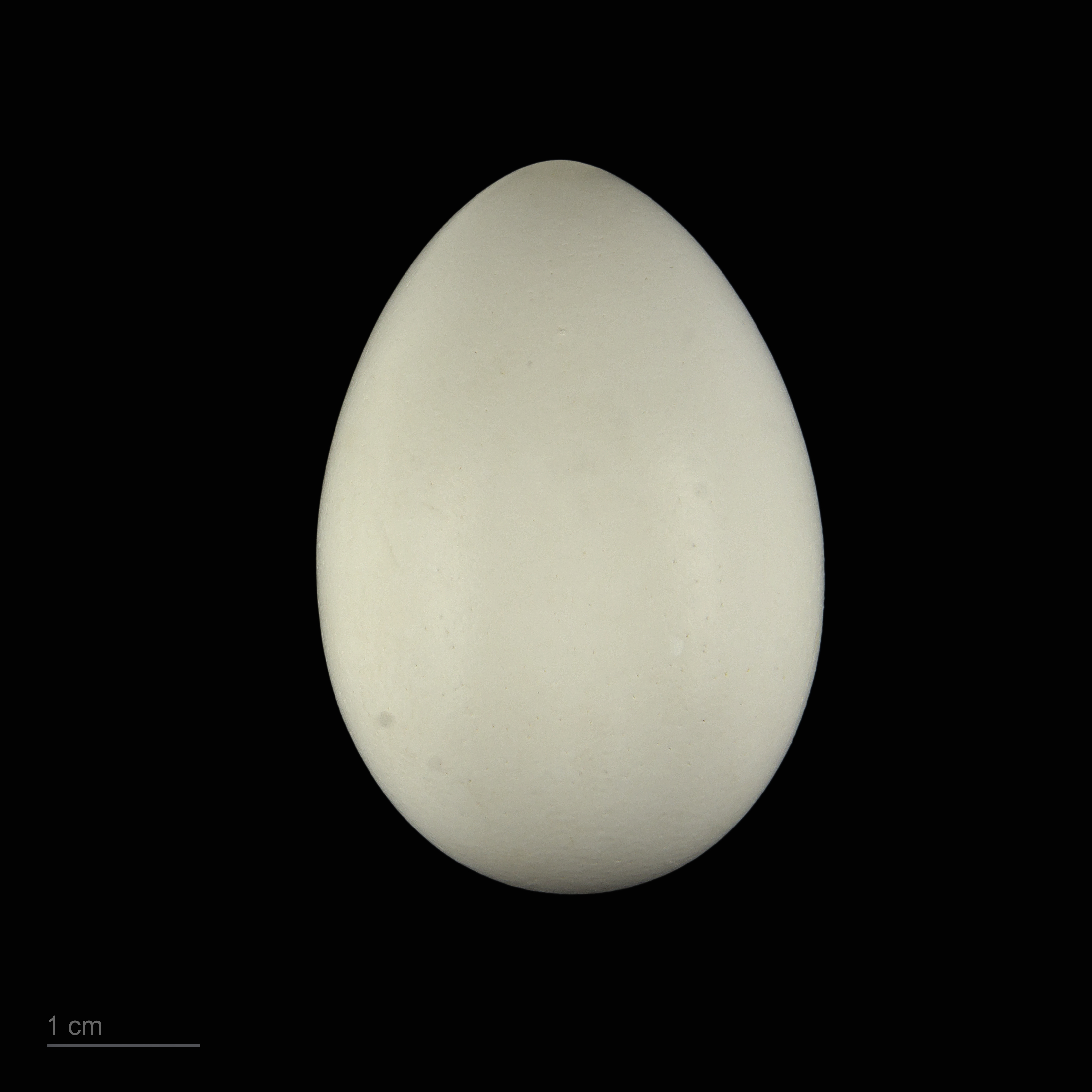
Amazona aestiva - MHNT

Realizan una sola puesta que comienza a partir de octubre y, al igual que muchos otros loros, anidan en cavidades naturales o agujeros en los árboles. La hembra pone de 3 a 4 huevos que incuba durante 23 a 25 días, los pichones nacen ciegos y sin plumas, se quedan en el nido alrededor de 60 días y al salir del nido se quedan un tiempo más con sus padres.

## Amenazas y conservación
BirdLife International evalúa el estado de esta especie como de preocupación menor. Sin embargo, aunque sigue siendo común en una parte significativa de su área de distribución, hay evidencia de una disminución de la población, por eso, la Lista Roja de la UICN cataloga a este loro como especie casi amenazada, siendo las principales amenazas que enfrenta esta especie la tala de árboles, los incendios forestales, la construcción de poblados y la captura para el comercio de mascotas, ya que tienen un plumaje colorido y son excelentes para imitar la voz humana, además de que son perseguidos por algunos agricultores porque los consideran una plaga de cultivos en partes de su área de distribución nativa. 
Desde 1981 está incluido en el Apéndice II de CITES. Desafortunadamente, el tráfico ilícito como mascotas es la principal amenaza para esta especie, ya que los cazadores o traficantes son los causantes de la reducción poblacional de esta especie. Es por esta razón que te pedimos que no compres loros en el mercado negro, ya que podrías ser partícipe de la extinción de este bello animal.

## Galería de imágenes

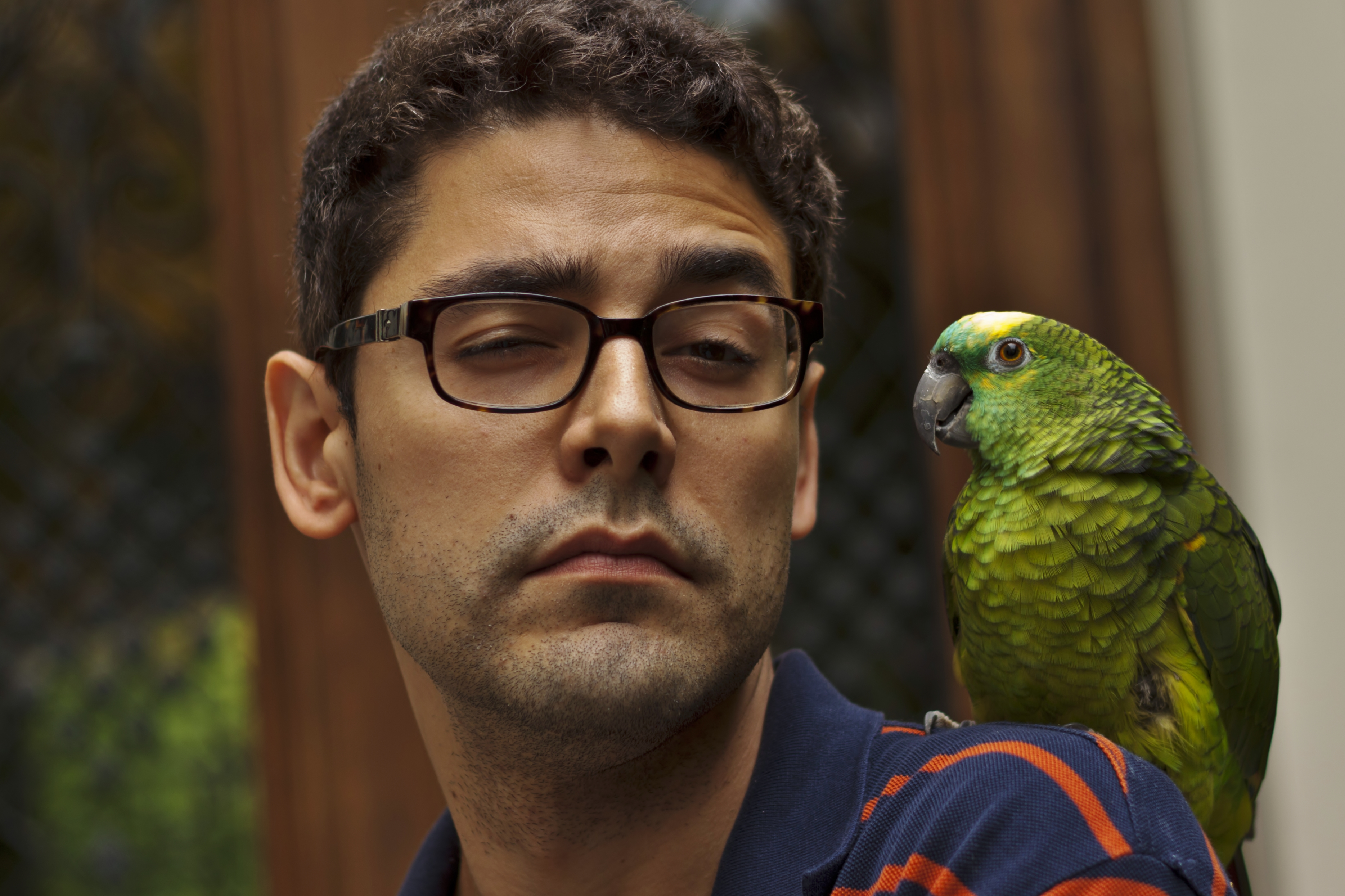
Mascota en Buenos Aires, Argentina
- Vídeo de un loro imitando la risa humana
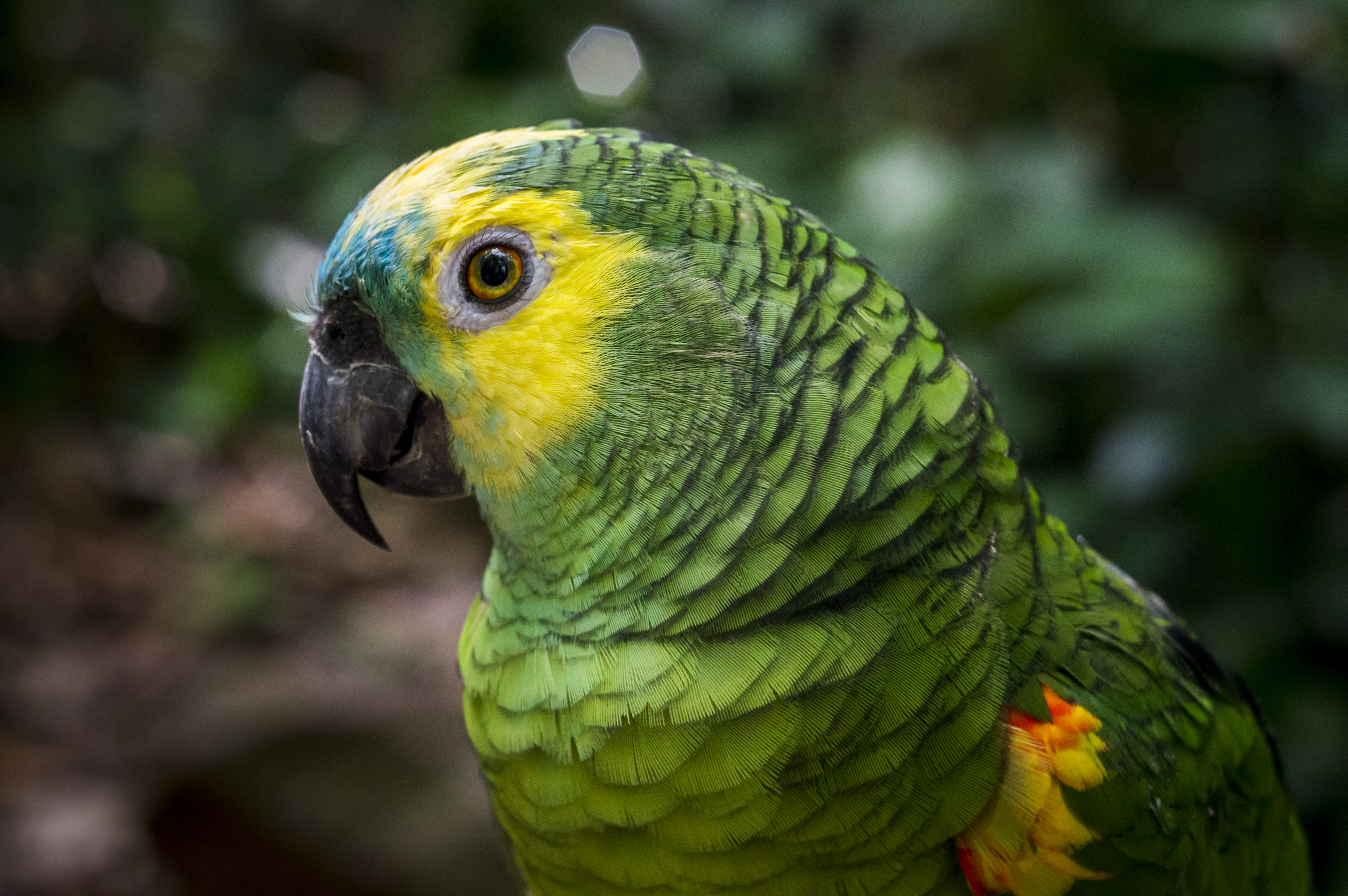
En Parque das Aves, Foz de Iguazú
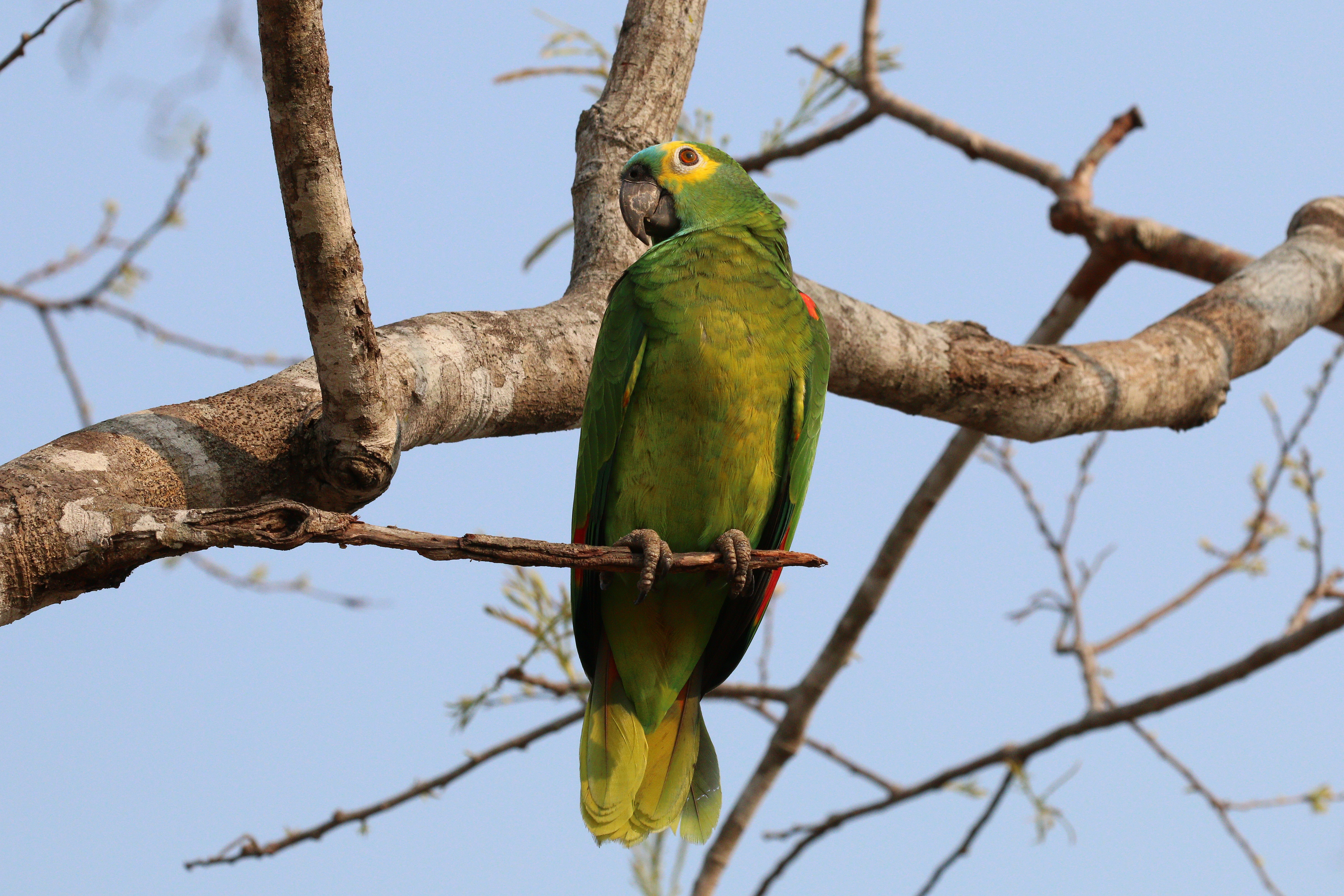
Loro salvaje en el Pantanal, Brasil
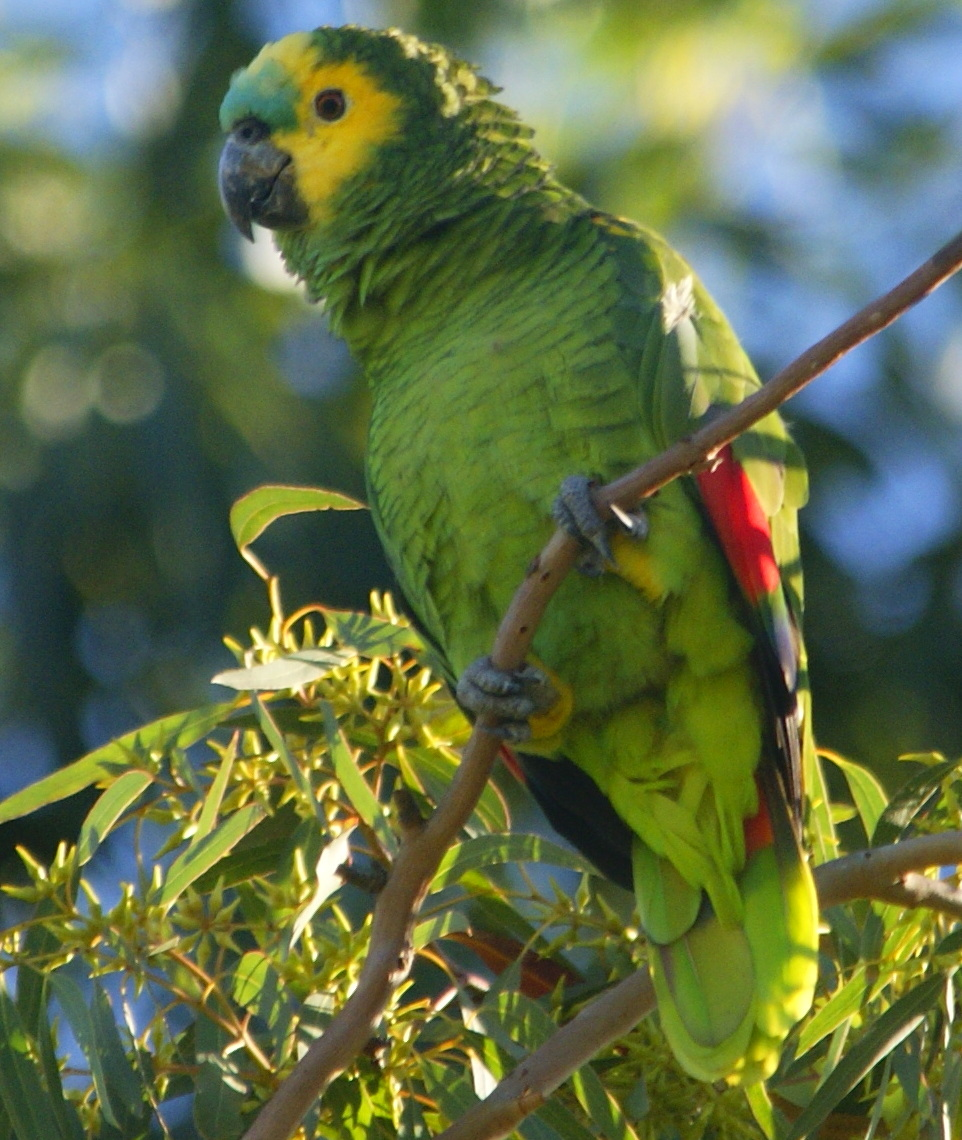
Subido a una rama
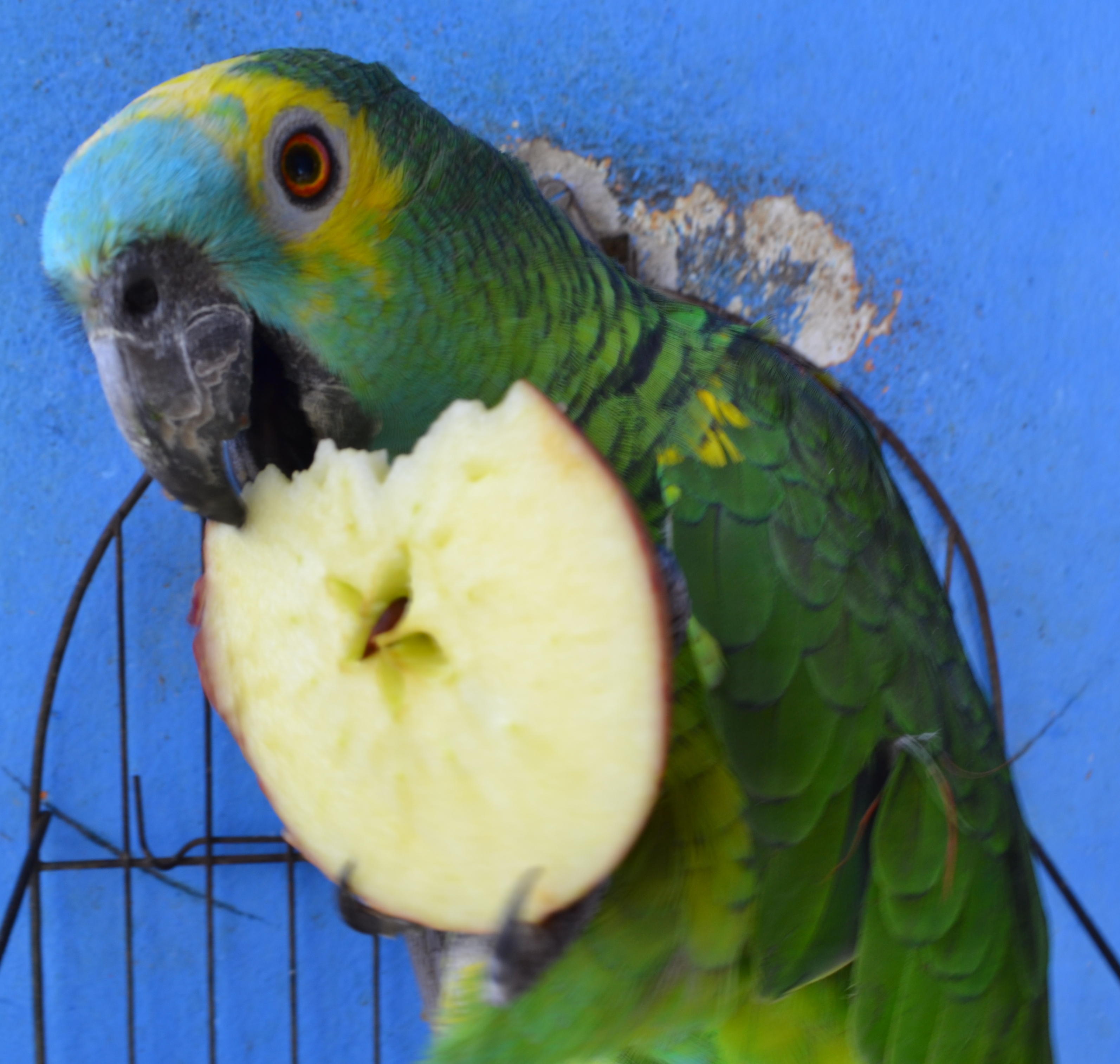
Mascota comiendo una manzana
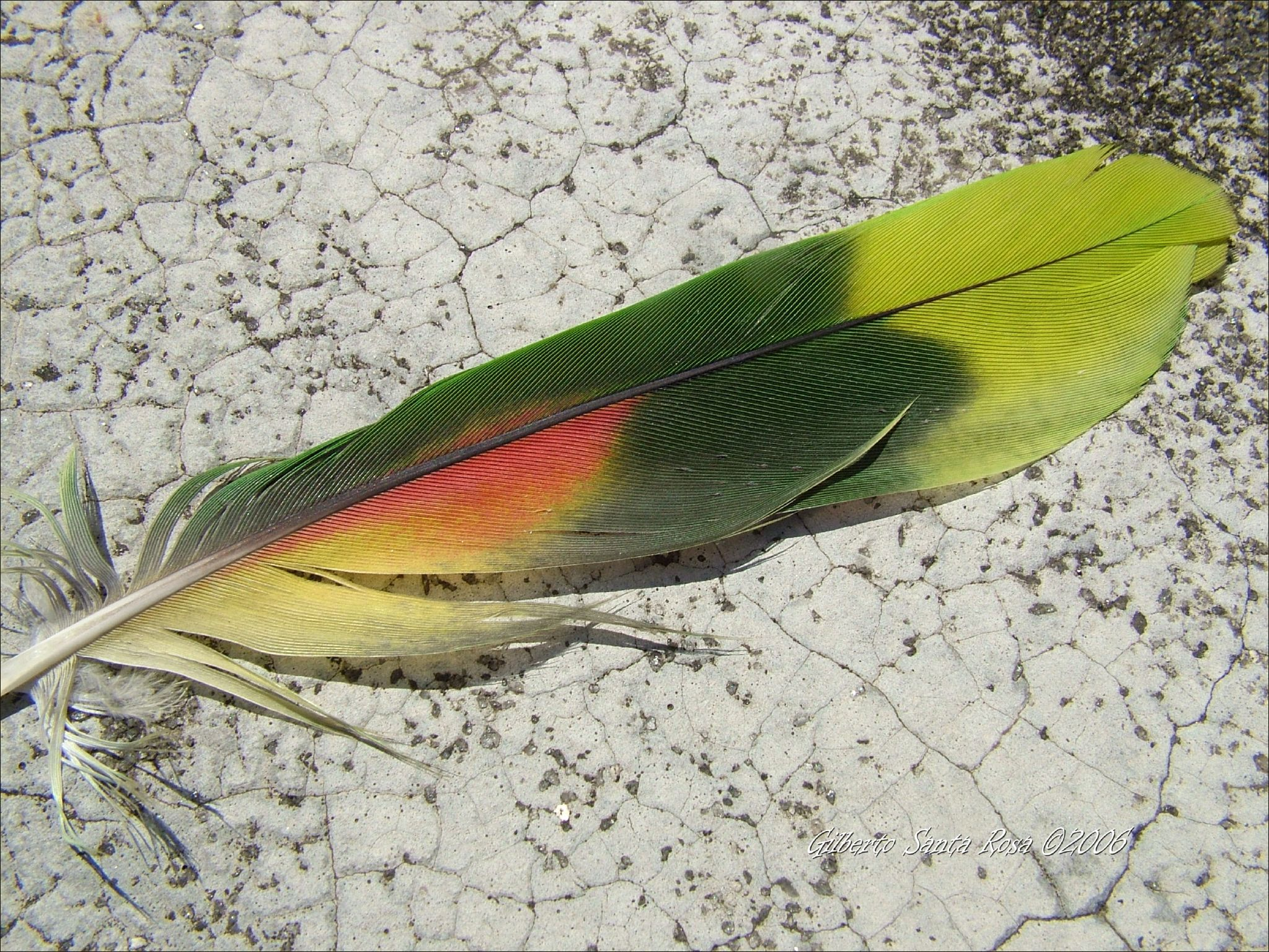
Pluma de loro
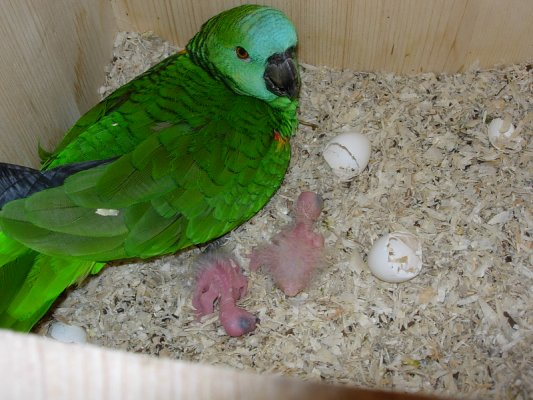
Papillero